# Рајковац (Младеновац)
Рајковац је насеље у Градској општини Младеновац у Граду Београду. Према попису из 2022. било је 1850 становника.

## Историја
Рајковац се налази на северној страни од варошице Младеновца

О постанку овога села очувало се исто предање као и за села Влашку и Младеновац. По томе предању три брата, који су пошли са Косова, основали су три ова три села и то : Влајко Влашку, Младен Младеновац, а Рајко Рајковац. Предање, даље вели, да је село раније било у Трстени, преко реке В. Луга и железничке пруге, а имања су била на месту на коме је данас село. Па како су Младеновчани и Влашани хтели да им заузму та имања, они напусте насеље у Трстени и населе се на данашње место. 

По предању Пајићи (са разним презименима) су најстарија породица. „Прво је њихов певац запевао у Рајковцу“. Становали су у Трстени, па кад су отуда прешли, населили су се у данашњи Доњи Крај. У Трстени су становали и Субићи чији је прадед дошао од Косова, затим Јеремићи, Баба-Радићи, Мијаловићи, Радишићи, Пантићи и Арсићи.
У арачким списковима из почетка 19. века помиње се у Вићентијевој кнежини село Рајковац које је имало 1818. г. 13, а 1822. г. 14 кућа. По попису из 1921. године. Рајковац је имао 120 кућа са 627 становника. (подаци крајем 1921. године).

## Демографија
У насељу Рајковац живи 1301 пунолетни становник, а просечна старост становништва износи 38,1 година (37,5 код мушкараца и 38,7 код жена). У насељу има 475 домаћинстава, а просечан број чланова по домаћинству је 3,45.
Ово насеље је у великим делом насељено Србима (према попису из 2002. године).
|  |

| Демографија | Демографија | Демографија |
| Година      | Становника  | Становника  |
| ----------- | ----------- | ----------- |
| 1948.       | 686         |             |
| 1953.       | 738         |             |
| 1961.       | 669         |             |
| 1971.       | 658         |             |
| 1981.       | 817         |             |
| 1991.       | 1.354       | 1.307       |
| 2002.       | 1.639       | 1.723       |

| Етнички састав према попису из 2002.‍ | Етнички састав према попису из 2002.‍ | Етнички састав према попису из 2002.‍ | Етнички састав према попису из 2002.‍ | Етнички састав према попису из 2002.‍ |
| ------------------------------------ | ------------------------------------ | ------------------------------------ | ------------------------------------ | ------------------------------------ |
|                                      |                                      |                                      |                                      |                                      |
| Срби                                 | Срби                                 |                                      | 1.587                                | 96,82%                               |
| Црногорци                            | Црногорци                            |                                      | 16                                   | 0,97%                                |
| Македонци                            | Македонци                            |                                      | 3                                    | 0,18%                                |
| Бугари                               | Бугари                               |                                      | 3                                    | 0,18%                                |
| Хрвати                               | Хрвати                               |                                      | 2                                    | 0,12%                                |
| Југословени                          | Југословени                          |                                      | 2                                    | 0,12%                                |
| Румуни                               | Румуни                               |                                      | 1                                    | 0,06%                                |
| Бошњаци                              | Бошњаци                              |                                      | 1                                    | 0,06%                                |
| непознато                            | непознато                            |                                      | 6                                    | 0,36%                                |

| Година пописа     | 1948. | 1953. | 1961. | 1971. | 1981. | 1991. | 2002. |
| ----------------- | ----- | ----- | ----- | ----- | ----- | ----- | ----- |
| Број домаћинстава | 135   | 152   | 156   | 165   | 201   | 342   | 475   |

| Број чланова      | 1  | 2  | 3  | 4   | 5  | 6  | 7 | 8 | 9 | 10 и више | Просек |
| ----------------- | -- | -- | -- | --- | -- | -- | - | - | - | --------- | ------ |
| Број домаћинстава | 56 | 86 | 88 | 135 | 66 | 34 | 7 | 3 | 0 | 0         | 3,45   |

| Пол    | Укупно | Неожењен/Неудата | Ожењен/Удата | Удовац/Удовица | Разведен/Разведена | Непознато |
| ------ | ------ | ---------------- | ------------ | -------------- | ------------------ | --------- |
| Мушки  | 686    | 207              | 437          | 25             | 15                 | 2         |
| Женски | 696    | 149              | 436          | 96             | 14                 | 1         |
| УКУПНО | 1.382  | 356              | 873          | 121            | 29                 | 3         |

| Пол    | Укупно                    | Пољопривреда, лов и шумарство | Рибарство                            | Вађење руде и камена | Прерађивачка индустрија       |
| ------ | ------------------------- | ----------------------------- | ------------------------------------ | -------------------- | ----------------------------- |
| Мушки  | 363                       | 28                            | 0                                    | 0                    | 155                           |
| Женски | 222                       | 17                            | 0                                    | 4                    | 77                            |
| УКУПНО | 585                       | 45                            | 0                                    | 4                    | 232                           |
| Пол    | Производња и снабдевање   | Грађевинарство                | Трговина                             | Хотели и ресторани   | Саобраћај, складиштење и везе |
| Мушки  | 13                        | 31                            | 42                                   | 5                    | 28                            |
| Женски | 1                         | 2                             | 36                                   | 6                    | 4                             |
| УКУПНО | 14                        | 33                            | 78                                   | 11                   | 32                            |
| Пол    | Финансијско посредовање   | Некретнине                    | Државна управа и одбрана             | Образовање           | Здравствени и социјални рад   |
| Мушки  | 0                         | 17                            | 18                                   | 4                    | 14                            |
| Женски | 2                         | 5                             | 8                                    | 10                   | 40                            |
| УКУПНО | 2                         | 22                            | 26                                   | 14                   | 54                            |
| Пол    | Остале услужне активности | Приватна домаћинства          | Екстериторијалне организације и тела | Непознато            | Непознато                     |
| Мушки  | 5                         | 0                             | 0                                    | 3                    | 3                             |
| Женски | 7                         | 0                             | 0                                    | 3                    | 3                             |
| УКУПНО | 12                        | 0                             | 0                                    | 6                    | 6                             |